# Ctenus sikkimensis
Ctenus sikkimensis là một loài nhện trong họ Ctenidae.
Loài này thuộc chi Ctenus. Ctenus sikkimensis được Frederick Henry Gravely miêu tả năm 1931.